# الدين في البرتغال
| الدين في البرتغال (2011) | الدين في البرتغال (2011) | الدين في البرتغال (2011) | الدين في البرتغال (2011) | الدين في البرتغال (2011) |
| ------------------------ | ------------------------ | ------------------------ | ------------------------ | ------------------------ |
|                          |                          |                          |                          |                          |
| الكاثوليكية              | الكاثوليكية              |                          | 81.0%                    | 81.0%                    |
| مسيحيون آخرون            | مسيحيون آخرون            |                          | 3.3%                     | 3.3%                     |
| أخرى                     | أخرى                     |                          | 0.6%                     | 0.6%                     |
| لادينيون                 | لادينيون                 |                          | 6.8%                     | 6.8%                     |
| الغير معلن عنها          | الغير معلن عنها          |                          | 8.3%                     | 8.3%                     |

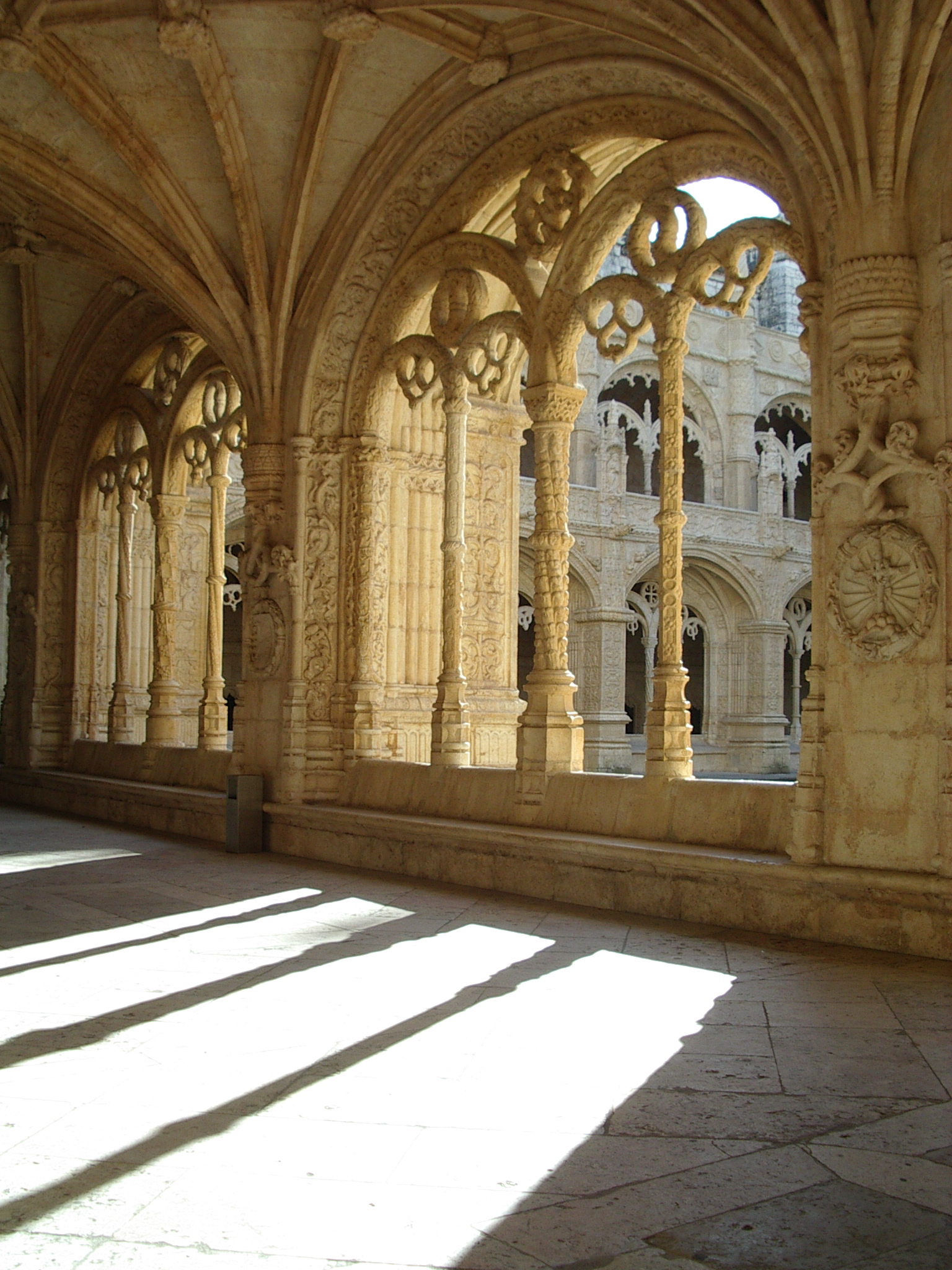

أكبر دين في البرتغال هو المسيحية على مذهب الكاثوليكية مع 81% من السكان، ومسيحيين آخرين 3.3% ولادينيون 0.6.%.